# Teófilo Abajo
Teófilo Abajo González (Cilleruelo de Abajo, Burgos, España, 2 de noviembre de 1960) es un exfutbolista español que se desempeñaba como centrocampista.

## Clubes
| Club                      | País   | Año       |
| ------------------------- | ------ | --------- |
| Burgos C.F.               | España | 1979-1982 |
| Unión Deportiva Salamanca | España | 1982-1991 |
| Cultural Leonesa          | España | 1991-1992 |
| A.E.C. Manlleu            | España | 1992-1993 |
| Real Jaén C.F.            | España | 1992-1994 |